# Simone Velasco
Simone Velasco (født 2. december 1995 i Bologna) er en cykelrytter fra Italien, der kører for XDS Astana Team.